# Rockin' in the Rockies
Rockin' in the Rockies (Cuidado com o Lobo (título em Portugal) ), é um filme estadunidense do gênero musical e faroeste estrelando o cômico grupo The Three Stooges (não confundir com o curta-metragem Rockin' Thru the Rockies de 1940).
O filme foi um dos poucos longas-metragens do grupo realizados durante a sua série mais conhecida de curtas-metragens realizada pela Columbia Pictures, embora eles tenham aparecidos em papéis secundários em outros longas. Portanto, esse o único com Moe Howard, Larry Fine e Curly Howard em papéis principais.

## Enredo
Enquanto seu primo Rusty Williams (Jay Kirby) está ausente no Agricultural College, o prospector Shorty (Moe Howard) cuida do rancho de Rusty em Reno, Nevada. Ele gasta seu tempo procurando um ângulo no Wagon Wheel Cafe Casino, e se liga com dois vagabundos (Larry e Curly) após acidentalmente ganharem uma grande quantia na roleta. Junto com duas cantoras de Nova Iorque (Mary Beth Hughes e Gladys Blake) e seu dinheiro, os patetas e as meninas se dirigem para o rancho com planos de prospecção. Rusty retorna com a esperança de que o investidor Sam Clemens (Forrest Taylor) salvará as operações de gado e mineração do rancho, e encontra Shorty e os planos da gangue interferindo. Complicando ainda mais, as ineptas mãos do rancho (Hoosier Hot Shots) confundem Clemens com um ladrão de gado, enquanto Shorty, Curly e Larry preparam um esquema para fazer uma audição das cantoras com um produtor da Broadway (Tim Ryan).

## Elenco
- The Three Stooges como eles mesmos.[2]
  - Moe Howard como Shorty Williams, capataz do Rancho.
  - Larry Fine como Larry, um vagabundo.
  - Curly Howard como Curly, um vagabundo.
- Mary Beth Hughes como June McGuire.[2]
- Hoosier Hot Shots como Mãos do Rancho/Músicos.[2]
  - Ken Trietsch como Hotshot Ken.
  - Paul Trietsch como Hotshot Hezzie.
  - Charles Ward como Hotshot Gabe.
  - Gil Taylor como Hotshot Gil.
- Jay Kirby como Rusty Williams.[2]
- Cappy Barra Boys como Músicos Harmônicos.[2]
- Gladys Blake como Betty Vale.[2]
- Tim Ryan como Tom Trove.[2]
- Spade Cooley como ele mesmo.[2]
- Forrest Taylor como Sam Clemens (não creditado).[2]

## Produção e recepção
Rockin' in the Rockies apresentou números musicais por parte da big band de Spade Cooley e Hoosier Hot Shots. Os Hoosier Hotshots eram músicos cômicos, mas, ao contrário da orquestra de Spike Jones, sua música country-swing nunca atingiu as listas de reprodução e elas são relativamente desconhecidas hoje.
Curiosamente, Moe interpreta um personagem não-pateta, com Larry e Curly interagindo como uma dupla cômica. Curly é relativamente subjugado, pois seus maneirismos e reações começaram a diminuir. Filmado durante o mesmo período de Idiots Deluxe, Curly (que toca o trombone em ambos os filmes) estava a poucas semanas de sofrer um Acidente vascular cerebral menor, o que dificultaria a sua atuação com o grupo. Além disso, sua voz de criança ficaria rouca e esticada.
Como resultado de Moe separado da equipe, Larry assume terrivelmente o papel de líder da dupla. Como disse o autor Jon Solomon: "embora os The Three Stooges deem ao filme 'toda a energia que eles podem reunir', quando o roteiro os divide em dupla ou solo, eles perdem sua dinâmica cômica".
Solomon continua:
Rockin' in the Rockies ignorou muitos dos ingredientes que faziam os curtas-metragens contemporâneos do grupo ficarem tão bem sucedidos. Os escritores Johnny Gray e J. Benton Cheney, que mal tinham escrito para o grupo antes, separaram os atores e deixaram Moe para atuar solo, incluindo poucas trocas de tapas, e omitiu uma folha eficaz a quem o grupo pudesse abusar ou frustrar. Em um ponto, Moe tem palavras com e quase estrangula Betty (Gladys Blake)...
- Moe: "Jasper, [a mula] e eu somos semelhantes em muitas coisas".
- Betty: "Somente seus ouvidos são mais curtos".
- Moe: "Parece-me a última observação!"

... qual é exatamente o tipo de combinação pessoal em que os Stooges não conseguem. Normalmente, eles resgatam uma donzela em dificuldade ou são espancados por mulheres difíceis, feias ou com excesso de peso. Aqui, em vez de um salvamento heroico ou uma troca de tapas, Moe tem que colocar as mãos para trás. Betty não tem retorno verbal ou físico, mas depois ela dá um beijo a Moe. Este filme pode estrear os Stooges, mas não é um filme típico deles.
Ou o escritor/diretor (Vernon Keays) não entendeu o que os Stooges eram juntos ou ele conscientemente tentou criar um novo tipo de veículo para eles. A caracterização de Moe e Curly como trapaceiros falha porque os escritores não conseguiram torná-los mentirosos ou inteligentes. Muitas vezes, em seus filmes curtos, os Stooges são chamados para "fazer" suas velhas piadas e agitar o maior número possível em alguns minutos, mas aqui eles simplesmente recicla velhas piadas sem o tipo de melhorias que Time Out for Rhythm alcançou, e o diálogo é tão limitado que, embora o veado, cavalo e mula, eles realmente têm muito pouco a dizer. Larry e Curly falam em um diálogo excepcionalmente cortês enquanto eles montam no cavalo e, em um ponto, a criatividade é tão insuficiente. Moe chama Curly assim, "Você é tão bobo".
Mesmo os efeitos sonoros são anêmicos ou inapropriados. Para as piadas físicas, nota-se a saúde ruim de Curly, e Moe raramente interage com ele. Isso deixa Larry como o durão - não é a sua melhor personalidade. Larry ainda tem que executar a rotina "quando-eu-aponto-vamos-todos-a-direita". Quando Curly e Larry finalmente montam no cavalo, quando Larry anda em cima de Curly, e quando Larry usa uma marreta na cabeça de Curly, há uma ausência frenética ou até mesmo o Stoogeness básico que os torna em outros lugares bem sucedidos.

Em última análise, o entretenimento de Rockin' in the Rockies deriva de seus atos musicais estranhos e bem-humorados.
Rockin' in the Rockies não foi um sucesso, e os Stooges continuaram sua série da Columbia, novamente com papéis de apoio ocasionais nos filmes de outros.  O grupo eventualmente fez um longa-metragem de sucesso com uma série de longas feitos durante o ressurgimento do grupo depois que Columbia havia encerrado a série de curtas. Começando com Have Rocket, Will Travel, esses últimos filmes estrelaram Moe, Larry e Joe DeRita, que se juntou ao grupo após a morte de Curly e Shemp Howard, após a saída do comediante Joe Besser.